# Macrocoma apicicornis
Macrocoma apicicornis é uma espécie de escaravelho-de-folha da República Democrática do Congo, descrito por Martin Jacoby na Maxonalândia em 1897.